# Serles bergtimalia
Serles bergtimalia (Turdoides gilbert synoniem: Kupeornis gilberti) is een Afrikaanse, bedreigde soort zangvogel uit de familie Leiothrichidae. De soort werd in 1949 beschreven en de wetenschappelijke naam is een eerbetoon aan de Afrikaanse assistent Gilbert Nkwocha van de Schotse arts en ornitholoog William Serle.

## Kenmerken
De vogel is 23 cm lang. Het is een relatief grote bergtimalia. Het verenkleed is overwegend kastanjebruin met een wit "gezicht", keel en borst. De vleugels en staart zijn meer olijfkleurig tot grijs.

## Verspreiding en leefgebied
Deze soort komt voor in zuidoostelijk Nigeria en zuidwestelijk Kameroen. Het leefgebied bestaat uit natuurlijk montaan bos op regenrijke berghellingen zoals op de vulkaan Mount Manenguba in Kameroen. De vogel wordt ook wel aangetroffen in secundair bos.

## Status
Serles bergtimalia heeft een beperkt verspreidingsgebied en daardoor is de kans op uitsterven aanwezig. De grootte van de populatie werd in 2012 door BirdLife International geschat op 6000-15.000 volwassen individuen en de populatie-aantallen nemen af door habitatverlies. Het leefgebied wordt aangetast door ontbossing waarbij natuurlijk bos wordt gekapt voor timmer- en brandhout en daarna omgezet in gebied voor agrarisch gebruik en weidegrond voor vee. Om deze redenen staat deze soort als kwetsbaar op de Rode Lijst van de IUCN.